# 윙 코맨더 3: 하트 오브 더 타이거
《윙 코맨더 3: 하트 오브 더 타이거》(Wing Commander III: Heart of the Tiger)는 크리스 로버츠의 윙 커맨더 SF 우주 전투 시뮬레이션 비디오 게임 시리즈의 3번째 주요 게임으로, 오리진 시스템스가 1994년 12월 개발, 출시하였다. 전작과 구별되는 점으로 폭넓은 실사 풀 모션 비디오를 사용하여 인터랙티브 무비 스타일의 표현을 우주 전투 게임플레이에 추가한 것이다. 이 게임의 2시간 이상 분량의 동영상은 수많은 저명한 영화 스타들이 출연하였는데 여기에는 Colonel Christopher "Maverick" Blair 역으로 마크 해밀, Admiral Tolwyn 역으로 맬컴 맥다월, 등이 포함된다.

## 반응
엔터테인먼트 위클리는 이 게임에 A 점수를 주었다.